# Kimbal Mckenzie
Kimbal Mckenzie (Oakville (Ontario) , Canadá, 16 de septiembre de 1996) es un jugador de baloncesto con nacionalidad canadiense y pasaporte británico. Con 1,88 metros de altura juega en la posición de base y escolta. Actualmente forma parte de la plantilla de los Leicester Riders de la British Basketball League.

## Trayectoria
Es un jugador que es capaz de jugar de tanto de base como de escolta, formado en los Bucknell Bison (2015-19) en los que promediaría 17,6 puntos por partido, siendo un jugador fiable desde el tiro libre con un 85% este año y desde la línea de tres puntos, donde se convirtió con 211 anotados en el cuarto tirador histórico de dicha universidad americana..
Tras acabar su formación, en enroló en la Liga Nacional de Baloncesto de Canadá para jugar en las filas del Guelph Nighthawks en la temporada 2018-19 en los que jugaría 7 partidos.
En julio de 2019, se convierte en jugador del Club Baloncesto Ciudad de Valladolid de la Liga LEB Oro. Mackenzie disputó una media de 15 minutos por encuentro en los que promedió seis puntos y una asistencia.
En noviembre de 2020, firma como jugador del Levitec Huesca de la Liga LEB Oro.
El 6 de agosto de 2021, firma por los Leicester Riders de la British Basketball League.